# Härads församling
Härads församling var en församling i Strängnäs stift och i Strängnäs kommun i Södermanlands län. Församlingen uppgick 2006 i Vårfruberga-Härads församling.

## Administrativ historik
Församlingen har medeltida ursprung. 
Församlingen var till 1584 annexförsamling i pastoratet Vansö och Härad för att därefter till 1587 utgöra ett eget pastorat. Från 1587 till 1998 annexförsamling i pastoratet Vansö och Härad som 1962 utökades med Fogdö församling och Helgarö församling. Församlingen uppgick 2006 i Vårfruberga-Härads församling.

## Kyrkor
- Härads kyrka